# فهد ياسين
فهد ياسين حاج طاهر، (بالصومالية: fahad yaasiin)‏ ( أبو عمار )،  سياسي صومالي، و صحفي سابق، شغل منصب مدير حملة الرئيس الصومالي السابق محمد عبد الله فرماجو في انتخابات 2017. بعد الانتخابات، عُيِّن مديرا للقصر الرئاسي في الصومال ثم مديرًا عامًا لوكالة المخابرات والأمن الوطني (NISA) . وعينه الرئيس فرماجو بعد ذلك مستشارًا للأمن القومي.

## خلفية
وفقًا لوثائقه الصومالية والكينية، وُلد فهد ياسين في مانديرا ، كينيا في 19 يوليو 1978 لعائلة من عشيرة رير أو حسن. ومع ذلك، يدعي أفراد أسرته أنه ولد في بلد حواء، الواقعة في منطقة جيدو بالصومال. انتقل مع والدته بعد طلاقها من والده عندما كان في الرابعة من عمره، وانتقل معها إلى أحد الأحياء الفقيرة في حي هول وداغ في العاصمة الصومالية مقديشو، حيث نشأ ودرس العلوم الأساسية.
تزوجت والدته فيما بعد من عبد القادر جرطيري، سليل عشيرة مريحان. بعد الإطاحة بسياد بري في عام 1991، فرت الأسرة إلى كينيا هربا من الملاحقة بسبب صِلاتها العشائرية مع الرئيس سياد بري. عاش فهد ياسين في مخيم أوتانجا للاجئين في كينيا لعدة سنوات. خلال هذا الوقت عمل إماما لمسجد أبو دجانة. ثم انتقل بعد ذلك إلى نيروبي، وتعرض زوج والدته عبد القادر جرطيري للقتل عام 1997 على يد القوات الإثيوبية في مواجهات دارت في بلدة "بلد حواء" جنوب الصومال.
درس فهد ياسين في جامعة الإيمان في اليمن  وفي باكستان .
انضم فهد ياسين ووالده  إلى حركة الاتحاد الإسلامي،  في تسعينيات القرن الماضي. ووفقًا لـصحيفة جرووي أونلاين فقد شارك ياسين في معارك حركة الإتحاد الإسلامي في التسعينيات في جيدو وأراري وبوصاصو ،  لكنه "لم يشارك في الأعمال القتالية" وفقًا لمصادر بي بي سي .

## مسيرته في الصحافة

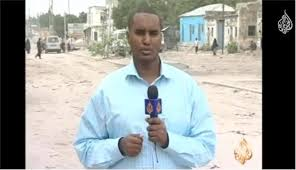
فهد ياسين مرسل قناة الجزيرة من الصومال

في أوائل عام 2000 استهل فهد ياسين عمله الصحفي بالتدوين في موقع SomaliTalk ،  الذي كان مملوكا لحركة الاتحاد الإسلامي. وكان ياسين من أشد المنتقدين لحكومتي عبد القاسم صلاد وعبد الله يوسف الفيدراليتين الانتقاليتين.
كوّن فهد ياسين علاقة صداقة مع مدير قناة الجزيرة وضاح خنفر ، من خلال عمله كمدرس لأولاده،  قبل أن يعود إلى مقديشو للعمل كصحفي في قناة الجزيرة العربية من 2005 إلى 2011. وانضم إلى مركز أبحاث الجزيرة في عام 2014.

## مسيرته السياسية
شارك فهد ياسين حسب مراقبين للوضع السياسي في الصومال في حملة حسن شيخ محمود في الانتخابات الرئاسية الصومالية عام 2012 حيث قام بتوفير دعم مادي أدى إلى فوز حسن شيخ محمود في الانتخابات ورفض تعيينه في منصب وزير الموانئ والنقل البحري من قبل رئيس الوزراء عمر عبد الرشيد علي شرماركي في 27 يناير 2015.
في الانتخابات الرئاسية لعام 2017 قاد فهد ياسين بنجاح الحملة الانتخابية لرئيس الوزراء الصومالي الأسبق محمد عبد الله فرماجو.
في منتصف عام 2022 حاول فهد ياسين التنافس كمرشح عن مقعد بلدوين والموسوم بالرمز HoP086 في مجلس النواب الفيدرالي الصومالي . إلا أن مفوضية الانتخابات الفيدرالية أعلنت بطلان ترشحه بسبب مزاعم وجود مخالفات. ورفضت المحكمة العليا التدخل في القضية بعد أن استئناف ياسين، مشيرة إلى أنه ليس لها اختصاص في القضية.

## الخدمة المدنية

### مدير القصر الرئاسي
بعد فوزه في الانتخابات، عام عين الرئيس الصومالي محمد عبد الله فرماجو فهد ياسين في منصب مدير القصر الرئاسي في 31 مايو 2017، خلفًا لأبوكر طاهر عثمان. وعينت آمنة سعيد علي خلفا له في 16 أغسطس 2018.

### مدير جهاز المخابرات NISA
عيّن الرئيس الصومالي محمد عبد الله فرماجو فهد ياسين نائباً لمدير جهاز الأمن والمخابرات الوطني في 16 أغسطس 2018 خلال تعديل وزاري لرؤساء الأمن، ليحل محل عبد القادر محمد نور  وشغل ياسين منصب قائما بأعمال المدير العام للجهاز الأمني عشرة أشهر، حتى تمت ترقيته رئيسا للجهاز بعد اغتيال رئيس بلدية العاصمة الصومالية مقديشو عبد الرحمن عمر عثمان، في 22 أغسطس 2019.
وعيَّن ياسين، عباس يعقوب نائبا له في يوليو 2021 بعد إقالة رئيس الوزراء محمد حسين روبلي عبد الله آدم كولان.
في أبريل 2021، سافر ياسين إلى إثيوبيا لطلب نشر قوات الدفاع الوطني الإثيوبية في مقديشو، إلا أن رئيس الوزراء الإثيوبي أبي أحمد رفض الطلب.
في 6 سبتمبر 2021، أوقف رئيس الوزراء الصومالي محمد حسين روبلي فهد ياسين من مزاولة عمله على خلفية اغتيال ضابط جهاز المخابرات إكرام تهليل فارح. إلا أنه بعد فترة وجيزة من إقالة ياسين، نشر الرئيس الصومالي فرماجو بيانًا اتهم فيه تصرفات رئيس الوزراء بأنها غير دستورية، قائلاً إن ياسين يجب أن يستمر كمدير لجهاز المخابرات نيسا. ورفعت والدة إكرام في وقت لاحق قضية تتهم فيها فهد ياسين بـ "تدبير جريمة قتل" في المحكمة العسكرية الصومالية. في 8 سبتمبر ، أعلنت فيلا الصومال أن ياسين استقال من رئاسة نيسا.

### مستشار الأمن القومي لرئيس الجمهورية
بعد استقالة ياسين من نيسا ، عينه الرئيس الصومالي فرماجو على الفور مستشارًا للأمن القومي، ليحل محل عبدي سعيد موسى علي.
اتهم مكتب الرئيس الصومالي في 17 سبتمبر 2021 حكومة جيبوتي بالاحتجاز غير القانوني لمستشاره الجديد للأمن القومي. حيث كان مسافرا إلى مقديشو من تركيا. إلا أن جيبوتي قامت بإعادته إلى الصومال على متن طائرة خاصة في 21 سبتمبر 2021.
عين الرئيس الصومالي حسن شيخ محمود حسين شيخ معلم في منصب مستشار الأمن القومي خلفا لـفهد ياسين في 24 مايو 2022 ، بعد يوم من اختياره رئيسا للصومال.